# L'Espion (film, 1966)
Pour plus de détails, voir Fiche technique et Distribution.
L'Espion eest un film d'espionnage franco-ouest-allemand réalisé par Raoul Lévy et sorti en 1966.

## Synopsis
En visite à Leipzig, le physicien américain James Bower est recruté par l'agent Adam de la CIA afin de persuader le scientifique soviétique Goshenko de travailler pour les États-Unis. Découvrant cela, Peter Heinzmann, scientifique allemand et agent communiste, enlève et séquestre Bower pour connaître ses instructions. Durant son interrogatoire, Bower apprend que Goshenko est mort, mais qu'il a sauvegardé ses plans sur microfilm. Bower réussit à s'échapper et à se procurer le microfilm grâce au docteur Saltzer, l'un de ses contacts en Allemagne. Heinzmann reçoit l'ordre de convaincre Bower de se rallier à la cause communiste, en vain. Ayant échoué dans sa mission et alors qu'il tentait de s’enfuir, Heinzmann meurt écrasé par un camion de la CIA.

## Fiche technique
- Titre original : L'Espion
- Titre allemand : Lautlose Waffen
- Titre anglais : The Defector
- Réalisation : Raoul Lévy
- Scénario : Raoul Lévy, Robert Guenette, Peter Francke et Montgomery Clift (non crédité) d'après le roman de Paul Thomas, L'Espion (1965)
  - Dialogues : Raoul Lévy
- Musique : Serge Gainsbourg et Michel Colombier[Note 1]
- Direction artistique : Pierre Guffroy, Hans Jürgen Kiebach, Ernst Schomer
- Décors : Pierre Guffroy
- Costumes : Ingeborg Wilfert
- Photographie : Raoul Coutard
- Son : Joseph de Bretagne
- Montage : Albert Jurgenson, Roger Dwyre
- Production : Raoul Lévy
- Sociétés de production : PECF (Productions et éditions cinématographiques françaises), Rhein-Main Film (Allemagne)
- Sociétés de distribution : Gaumont[1] (France), Atlas Film (Allemagne), Seven Arts Pictures (États-Unis)
- Pays d'origine :  France,  Allemagne de l'Ouest
- Langue originale : anglais
- Format : couleur (Eastmancolor) — 35 mm — 1,85:1 — monophonique
- Genre : espionnage
- Durée : 106 minutes
- Dates de sortie :
  - Allemagne de l'Ouest : 20 octobre 1966
  - France : 9 novembre 1966[2]
- Classification : tous publics (France, CNC)

## Distribution
- Montgomery Clift : James Bower
- Hardy Krüger (VF : Roger Rudel) : Peter Heinzmann
- Macha Méril : Frieda Hoffmann
- Christine Delaroche : Ingrid
- Roddy McDowall : l'agent Adam de la CIA
- Hannes Messemer : le docteur Saltzer
- Jean-Luc Godard : un agent double, ami d'Orlovsky
- David Opatoshu : Orlovsky
- Karl Lieffen : le major

## Production

### Casting
- Dernière apparition à l'écran de Montgomery Clift, mort 3 mois avant la sortie du film.
- « Le légendaire cinéaste Jean-Luc Godard fait une rare incursion dramatique dans un  second rôle »[3].

### Tournage
- Intérieurs en Allemagne[4] : studio Bavaria Film implanté dans le hameau Geiselgasteig de  Grünwald en Bavière.
- Extérieurs en Allemagne[4] : 
  - Munich : musée Alte Pinakothek, Grünwald, zoo de Munich.
  - Basse-Saxe (lieu non précisé).
- Christine Delaroche[5] : « Je me suis retrouvée sur ce film comme par magie, en train de pousser une bicyclette à côté de Monty Clift dans les rues de Munich. […] Son jeu d'acteur était incroyablement sensible et toujours juste. […] Monty était d'une beauté exceptionnelle. […] Malgré un accident de voiture qui l'avait en partie défiguré, il était encore magnifique ; on remarquait surtout ses yeux immenses et son étrange regard. D'ailleurs toute sa personne était étrange et fascinante. Encore une fois, j'ai eu une chance folle de tourner une semaine avec lui. […] En plus, regarder Montgomery Clift courir dans une rue de Munich comme s'il avait la mort aux trousses, c'était juste incroyable et prémonitoire : L'Espion fut son dernier film. Monty est mort en 1966, il avait quarante-cinq ans. »

## Accueil
TCM : « L'Espion est sans aucun doute  un fantôme de film hanté par des gens fatalistes des deux côtés de la caméra, et étudiant de manière étrangement discrète l'expérience qui est de se perdre dans un État auquel vous n'appartenez pas, lors d'une mission que vous ne comprenez pas, loin de chez vous et soumis au contrôle de pouvoirs auxquels vous ne pouvez pas accéder. Dans le cas de Clift, cette expérience n'était pas tout à fait une fiction, mais l'impressionnant chant du cygne d'une vie tragique. »